# Schleicher megye
Schleicher megye az Amerikai Egyesült Államokban, azon belül Texas államban található. Megyeszékhelye és legnagyobb városa Eldorado. Lakosainak száma 2451 fő (2020. április 1.). Schleicher megye Tom Green, Menard, Sutton, Crockett, Irion, Concho és Kimble megyékkel határos.

## Népesség
A megye népességének változása:
| Lakosok száma | 3500 | 3305 | 3256 | 3206 | 3211 | 2451 |
|               | 2010 | 2011 | 2012 | 2013 | 2015 | 2020 |